# 맷 카펜터
매튜 마틴 리 카펜터(영어: Matthew Martin Lee Carpenter , 1985년 11월 26일 ~ )는 메이저 리그 소속의 뉴욕 양키스의 주전 유틸리티 내야수이다. 그는 1985년 11월 26일생으로써 2009년 신인드래프트 13라운드에서 카디널스의 선택을 받으며 그의 프로생활을 시작하였다. 2009년과 2010년은 마이너리그에서 성장 그리고 담금질을 거쳐 2011년 6월 4일 세인트루이스 카디널스의 홈구장 부시스타디움에서 메이저 리그 데뷔전을 치렀다.

## 아마추어 선수 시절
- 고등학교
맷 카펜터는 엘킨스고등학교를 다녔고 그는 2002년 그의 학교팀이 시즌기록 35승 1패라는 기록과 함께 USA Today 챔피언이 되는걸 이끌었다. 그리고 2004년에는 미국고등학교 대표로 선정되었으며 그는 엘킨스고등학교 야구선수 최다안타기록을 가지고 있다. 그리고 제임스 로니(현 템파베이레이스 소속 1루수)도 그와 같은 시절 같은 고등학교에서 플레이를 하였다.
- 대학교
맷 카펜터는 Texas Christian University로 진학하였다. 그는 대학교 1학년 시절 0.289의 타율 27타점 8개의 이루타 1개의 홈런 11번의 멀티히트게임을 만들어내었고 다음해 2학년 때에는 0.349의 타율 1개의 홈런 36타점 그리고 47게임에서 56번의 출루를 만들어냈다. 하지만 그의 3학년 인대파열로 인해 8게임 밖에 출전하지 못하였고 토미존 수술을 받게되었다.
-드래프트
맷 카펜터는 2009년 신인드래프트 참가신청을 하여 13라운더 총 399픽으로 세인트루이스 카디널스에 드래프트되었다. 세인트루이스 카디널스는 그에게 드래프트머니 1000달러를 오퍼하였고 그는 1000달러라는 적은 돈을 받아들이며 입단하였다. 후에 맷 카펜터가 인터뷰에서 당시 세인트루이스 카디널스의 프론트오피스가 그에게 "1000달러를 받고 오던지 다른 일을 해라"라고 했다는 것을 밝혔다.

## 메이저리그 커리어
2011년 6월 4일 시카고 컵스 전에서 데뷔한 맷 카펜터는 2012년 스프링 트레이닝에서 맹타를 휘두르며 개막 로스터에 합류한다. 그 해 114경기에서 5개의 포지션을 넘나드는 동안 타율 .294 출루율 .365 장타율 .463 6홈런 46타점을 올리며 팀내 최고의 유틸리티 멤버로 자리잡았다.
시즌 첫 풀타임 시즌을 치른 2013년에는 주전 2루수를 맡으며 맹 활약, 157경기에 출전해 199안타(NL 1위) 126득점(NL 1위) 타율 .318 출루율 .392 장타율 .481 11홈런 55 2루타(NL 1위) 78타점을 기록 2013 내셔널리그 MVP(Most Valuable Player) 4위, 이루수 부문 Silver Slugger 그리고 올스타로 선정되었다.
2013년 시즌이 끝나고 카디널스와 6년간 총액 5200만 달러의 연장계약을 맺었다. 그리고 카디널스 3루수였던 데이비드 프리즈가 트레이드되면서 맷 카펜터는 다시 3루수로 돌아가게 되었다.
2014년 시즌엔 타율.272 출루율 .375 장타율 .375로 비율 스탯 면에선 풀타임을 뛴 이후 가장 좋지 않은 모습을 보였지만 162경기 중 대부분의 경기인 158경기, 700타석 이상 출장했으며 162안타 99득점을 기록하며 fWAR 기준으로 4.0을 기록했다.
2015년 시즌엔 타율.272 출루율 .365 장타율 .505 홈런을 28개를 치면서 2013년 시즌에 준하는 성적을 거두었다. 특히 홈런 수가 대폭 증가해 홈런타자로서 성공적으로 변신했다.

## 연도별 타격 성적
| 연 도     | 소 속     | 경 기 | 타 석 | 타 수 | 득 점 | 안 타 | 2 루 타 | 3 루 타 | 홈 런 | 루 타 | 타 점 | 도 루 | 도 루 자 | 희 생 번 | 희 생 플 | 볼 넷 | 고 4 | 사 구 | 삼 진 | 병 살 타 | 타 율 | 출 루 율 | 장 타 율 | O P S |
| --------- | --------- | ----- | ----- | ----- | ----- | ----- | ------- | ------- | ----- | ----- | ----- | ----- | -------- | -------- | -------- | ----- | ---- | ----- | ----- | -------- | ----- | -------- | -------- | ----- |
| 2011년    | STL       | 7     | 19    | 15    | 0     | 1     | 1       | 0       | 0     | 2     | 0     | 0     | 0        | 0        | 0        | 4     | 0    | 0     | 4     | 0        | .067  | .263     | .133     | .396  |
| 2012년    | STL       | 114   | 340   | 296   | 44    | 87    | 22      | 5       | 6     | 137   | 46    | 1     | 1        | 0        | 7        | 34    | 2    | 3     | 63    | 10       | .294  | .365     | .463     | .828  |
| 2013년    | STL       | 157   | 717   | 626   | 126   | 199   | 55      | 7       | 11    | 301   | 78    | 5     | 3        | 3        | 7        | 72    | 2    | 9     | 98    | 4        | .318  | .392     | .481     | .873  |
| 2014년    | STL       | 158   | 709   | 595   | 99    | 162   | 33      | 2       | 8     | 223   | 59    | 5     | 3        | 2        | 9        | 95    | 2    | 8     | 111   | 3        | .272  | .375     | .375     | .750  |
| 2015년    | STL       | 54    | 239   | 204   | 38    | 60    | 18      | 1       | 8     | 104   | 30    | 1     | 1        | 0        | 3        | 30    | 2    | 2     | 48    | 2        | .294  | .385     | .510     | .895  |
| 통산：5年 | 통산：5年 | 490   | 2024  | 1736  | 307   | 509   | 129     | 15      | 33    | 767   | 213   | 10    | 8        | 5        | 26       | 235   | 7    | 22    | 324   | 19       | .293  | .379     | .442     | .821  |

- 2015년 6월 10일 기준
- 각년도의 굵은 글씨는 리그 최고.

## 마무리
세인트루이스 카디널스는 2011년 월드 시리즈 우승 후 그들의 슈퍼스타 알버트 푸홀스와 명장 토니 라 루사가 팀을 떠났지만 이 후에도 2012, 2013, 2014 시즌 연속으로 포스트시즌 진출을 이루었고 새로운 감독 마이크 매써니와 맷 카펜터는 3년 연속 (2012, 2013, 2014) 챔피언십시리즈를 진출 할 수 있게 한 주역들이다. 맷 카펜터는 파워툴이 뛰어나진 않지만 그의 뱃 컨트롤과 선구안 그리고 컨택능력으로 팀의 리드오프로서 항상 팀을 이끌었고 팀 팬들에게 많은 사랑받고있다. 그의 지금까지의 모습은 그의 미래를 더 기대하게 만드는 선수이다.